# ویلینگبورو، نیوجرسی
ویلینگبورو (به انگلیسی: Willingboro Township) شهری در ایالت نیوجرسی کشور ایالات متحده آمریکا است که جمعیت آن در سرشماری سال ۲۰۱۰ میلادی، ۳۱٬۶۲۹ نفر بوده‌است.